# 서울장안초등학교
서울장안초등학교(서울長安初等學校)는 대한민국 서울특별시 광진구 군자동에 있는 공립 초등학교이다.

## 학교 연혁
- 1952년 2월 20일 서울자양국민학교 장안분교로 개교(설립인가 2월 17일)
- 1955년 3월 19일 장안국민학교 개교
- 1955년 3월 21일 제1회 졸업식(39명)
- 1996년 3월 1일 서울장안초등학교로 개칭
- 2009년 2월 28일 송원초등학교 분리
- 2010년 2월 6일 성동교육청 Wee센터 개관
- 2025년 3월 19일 개교 70주년

## 참고 자료
- 서울장안초등학교 - 한국교육학술정보원 학교알리미